# Айзенах
А́йзенах (нім. Eisenach) — місто на заході федеративної землі Тюрингія, що розташоване на річці Герзель біля Гайнізького національного парку. Поблизу міста розташований всесвітньо відомий замок Вартбург, занесений до списку світової спадщини ЮНЕСКО, який у часи середньовіччя був резиденцією ландграфів Тюрингії Людовінгів. Також місто відоме тим, що тут жив Мартін Лютер, який переклав Новий Заповіт німецькою мовою з грецької, народився один із найвизначніших композиторів світу — Йоганн Себастьян Бах.

## Історія
Археологічні дослідження в Айзенаху відносяться до V тис. до н. е. та вказують на те, що на цій території жили люди часів культури лінійно-стрічкової кераміки, які займалися землеробством та скотарством. У II тис. до н. е. тут з'явились кельти, а у I тис. до н. е. німецьке плем'я гермундурів, які поселились біля річки Герзель. Свідоцтва їх поселень були знайдені у районах Гершель, Штреґда, та Штокгаузен. Тепер артефакти цих культур можна побачити у Тюринзькому музеї.
До 531 року ця територія належала Тюринзькому королівству, але після війни з Франкським королівством, відійшла франкам. Перші франкські поселенці з'явились у VIII столітті на березі річки Герзель, біля гори Петерсберг. Це поселення знаходилось на території, де тепер розташоване місто Айзенах.
1067 року відбулося заснування легендарного замку Вартбург Людвігом Скакуном, який з метою укріплення своєї влади побудував родове гніздо на підконтрольній йому території. 1080 року замок Вартбург вперше документально згадується саксонським літописцем Бруно фон Мерзебургом. 1150 року Айзенах уперше згаданий у письмовому джерелі, у якому йдеться про поховання лицаря Бертольда де Ізенаха.
1869 року в місті засновано Соціал-демократичну робітничу партію Німеччини, представники якої пізніше були названі айзенахцями.
1928 року в місті розпочинає діяльність завод компанії BMW.
1992 року тут відкрився завод Opel.

## Музеї
- Музей Йоганна Баха (Bachhaus) в будинку XV ст.
- Музей історії Реформації в старовинному фахверковому будинку, де ймовірно жив Мартин Лютер.
- Музей Ройтера (Reuter Villa)
- Музей сучасного мистецтва·(KUNSTpavillon)
- Тюринзький музей (Thüringer Museum)

## Персоналії
Народились
- Йоганн Себастьян Бах (1685—1750) — німецький композитор, органіст, клавесиніст і скрипаль, один з найвидатніших композиторів світу

Померли
- Берта Беренс (1848—1912) — німецька письменниця